# Koszmosz–615
A Koszmosz–615 (DS-P1-I) (GRAU jel: 11F620) (oroszul: Космос 615) a szovjet Koszmosz műhold-sorozat tagja. Technikai műhold, radarállomások etalonja.

## Küldetés
1966-tól 1977-ig a radarállomások (felderítés, követés, pályaelemek meghatározása) beállítására használták. Polgári (űrhajózási, csillagászati) és katonai (légvédelmi – szárazföldi, tengeri) radarállomások (eszközök) mérési etalonjaként szolgált.

## Jellemzői
1973. december 13-án a Pleszeck űrrepülőtérről Koszmosz–2M (63SZ1M) segítségével indították Föld körüli  pályára. Az orbitális egység pályája 95,7 perces, 71 fokos hajlásszögű, az elliptikus pálya perigeuma 280 kilométer, apogeuma 859 kilométer volt. Hasznos tömege 400 kilogramm. A sorozat felépítését, szerkezetét, alapvető fedélzeti rendszereit tekintve egységesített, szabványosított tudományos-kutató űreszköz. Formája henger, átmérője 1,2 méter, hossza 1,8 méter. Áramforrása kémiai, illetve a felületét burkoló napelemek energiahasznosításának kombinációja (akkumulátor, napelemes energiaellátás – földárnyékban puffer-akkumulátorokkal).
A Koszmosz–497 űreszköz programját folytatta, 1973-ban az egyetlen etalon, technikai műhold.
1975. június 16-án belépett a légkörbe és megsemmisült.